# Urraca Fernández di Castiglia
Urraca Fernández, Urraca anche in spagnolo, in asturiano, in aragonese, in portoghese, in galiziano e in catalano e Urraka in basco (prima metà del X secolo – 1007), regina consorte di León dal 951 al 956 e poi dal 958 al 960, e regina consorte di Navarra e contessa consorte d'Aragona dal 970 al 994.

## Origine
Urraca, secondo il codice di Roda era figlia del conte di Castiglia, Fernán González e di Sancha Sánchez di Pamplona (900-955 circa), figlia, secondo il codice di Roda del re di Pamplona, Sancho I Garcés e di Toda di Navarra,, la figlia di Aznar Sánchez, signore di Larraun e di Oneca Fortúnez, la figlia del Re di Pamplona, Fortunato Garcés e di Oria.

Fernán González, come riporta il documento n° X del cartulario de san pedro de arlanza, era figlio del conte di Castiglia, Gonzalo Fernández e di Muniadomna di Lara (ego Munia dona eí filius meus Ferrandus, proles Qundesalvi), (?-ca.935), che forse era discendente del re delle Asturie, Ramiro I, e che il religioso, che fu anche storico, Fray Justo Pérez de Urbel, nel suo Historia del Condado de Castilla (non consultato) sostiene addirittura che fosse la figlia del re delle Asturie, Ramiro I e della prima moglie Urraca.

## Biografia

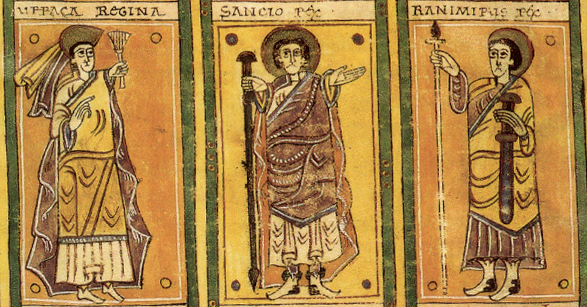
Sancho, al centro, tra la moglie, Urraca, a sinistra, e il fratello, Ramiro, a destra.
Tratto dal Codex Vigilanus.

Sia, secondo la Cronaca di Sampiro che, secondo il codice di Roda, seguendo la politica matrimoniale di convenienza di suo padre, Ferdinando, nel 944 circa, Urraca, ancora bambina, sposò il figlio primogenito del re di León Ramiro II, l'erede al trono Ordoño, come riporta lo storico Rafael Altamira.
Nel 951, alla morte del suocero Ramiro II, l'ascesa al trono di Ordoño fu messa in discussione dal fratellastro Sancho il Grasso.
La contesa portò ad una guerra civile tra Ordoño e Sancho, che vide sia il regno di Navarra che il conte di Castiglia, Fernan González, padre di Urraca e suocero di Ordono III, alleati di Sancho, che in un primo tempo sembrò avere il sopravvento. 

Durante la guerra civile, vista la posizione presa dal suocero, Ordoño ripudiò la moglie, Urraca.

Nel 953, la guerra civile terminò con la vittoria di Ordono III, che, sconfiggendo Sancho a San Esteban de Gormaz, lo estromise dal potere e ottenne nel contempo la sottomissione della Castiglia al regno di León.
Dopo essere rimasta vedova, nel 956, Urraca fu data in sposa, nel 958 al nuovo re del León Ordoño IV, che nel frattempo, con l'appoggio dei nobili leonesi e castigliani, capeggiati dal conte Ferdinando Gonzales, aveva spodestato Sancho I il Grasso, successore di Ordoño III. Urraca e Ordoño IV erano cugini primi, perché le rispettive madri, Sancha e Onneca erano sorelle.

Sancho però, con l'aiutò dei musulmani del califfo ʿAbd al-Raḥmān III, riprese la guerra e, nel 960, con l'aiuto della nobiltà leonese e navarrese, invase la Castiglia, fece prigioniero il conte Ferdinando González, mentre Ordoño IV si rifugiava dapprima nelle Asturie e poi a Burgos e quindi, avendo perso la speranza di riconquistare il trono, abbandonata Urraca a Burgos (la qual cosa offese il padre, Fernán González, che fece atto di vassallaggio a Sancho) si recò a Cordova, per cercare l'aiuto del califfo al-Andalus..
Rimasta ancora una volta vedova, Urraca nel 962, come riporta lo storico basco, Jean de Jaurgain, nel suo, La Vasconie, si sposò, col conte (de jure) d'Aragona ed erede al trono di Navarra, Sancho, figlio del re di Pamplona, García I Sánchez e della contessa di Aragona, Andregoto Galíndez. Garcia I, era fratello di sua madre, Sancha, quindi per la seconda volta, Urraca sposava un suo cugino primo.
Nel 970, alla morte dello zio e suocero, Garcia I, Urraca divenne per la terza volta regina, consorte del re di Navarra e anche contessa, consorte del conte (effettivo) d'Aragona. Durante gli anni di regno Urraca compare, come regina, in diversi documenti di donazioni a vari monasteri:
- nel 971, assieme alla suocera, Andregoto ed al marito, Sancho, fece una donazione al Monastero di San Pedro de Siresa)[16]
- nel novembre del 978, fu a Covarrubias per la fondazione del monastero dell'Infantado de Covarrubias[17]
- sempre nel 978, assieme al marito, Sancho, ed ai cognati, Ramiro e Jimeno fece una donazione al Monastero di San Pedro de Siresa[18]
- nel gennaio del 983, assieme al marito, Sancho, ed ai figli, fece una donazione al Monastero di San Juan de la Peña[19]
- nel 985, assieme al marito, Sancho, ed ai figli, fece una donazione al Monastero di San Martino di Albelda, secondo il documento n° 20[20].

In quegli anni la guerra contro le truppe di al-Andalus si era intensificata e siccome con le armi non aveva ottenuto alcun risultato, il marito Sancho II, nel 982, dopo essere stato sbaragliato nella battaglia di Rueda, 40 km circa a SE di Simancas, si recò a Cordova, con parecchi regali per il vittorioso hajib, Almanzor, riuscendo ad ottenere un trattato di pace, dandogli però in moglie, la propria figlia Urraca, la quale fu chiamata Abda e diede ad Almanzor un figlio, Abd al-Rahman soprannominato Sanchuelo, perché assomigliava al nonno, Sancho, che divenne l'erede del califfo.
Suo marito, Sancho II, morì, nel 994 e fu sepolto nel Monastero di Leire.

Nei titoli di re di Navarra e conte di Aragona gli succedette il figlio primogenito García Sánchez.
Urraca, rimasta per la terza volta vedova, si ritirò in convento e, verso l'anno 1000, assieme al figlio, García II, fece una donazione al Monastero di San Pedro de Siresa). 
Secondo il Diccionario biográfico español, Real Academia de la Historia. Urraca, alla morte del figlio, García II, fu la tutrice del nuovo re, il nipote, Sancho, ancora minorenne e morì verso il 1007.

## Figli
Urraca a Ordoño III non diede figli.
Urraca a Ordoño IV non diede figli.
Urraca a Sancho II diede sei o forse sette figli:
- García II Sánchez detto il Tremolante (964-1000), re di Navarra e conte di Aragona[15]
- Ramiro Sánchez di Navarra (?-992)[15], signore di Cardenas
- Gonzalo Sánchez di Navarra (?-997)[15], da alcuni documenti sembra che governasse l'Aragona per conto del padre
- Fernando Sánchez[15]
- Mayor Sánchez[15]
- Jimena Sánchez[15].

Sancho ebbe anche una figlia illegittima
- Urraca Sanchez di Navarra, che fu data in sposa ad Almanzor; a Cordova gli fu cambiato il nome e divenne Abda, detta la Vascona, e ad Almanzor diede un figlio, Abd al-Rahman Sanchuelo, che nel 1008 divenne l'erede del califfo Hisham II[25].

## Ascendenza
|                               |                   |                     | Genitori                 |  |  | Nonni |  |  | Bisnonni       |  |  | Trisnonni |  |
|                               |                   |                     |                          |  |  |       |  |  | Fernando Muñoz |  |  | …         |  |
|                               |                   |                     |                          |  |  |       |  |  | Fernando Muñoz |  |  | …         |  |
|                               |                   | …                   |                          |  |  |       |  |  | Fernando Muñoz |  |  |           |  |
| Gonzalo Fernández de Burgos   |                   |                     |                          |  |  |       |  |  | Fernando Muñoz |  |  |           |  |
|                               |                   | Gutina Díaz         | Diego Rodriguez Porcelos |  |  |       |  |  |                |  |  |           |  |
|                               |                   | Gutina Díaz         | Diego Rodriguez Porcelos |  |  |       |  |  |                |  |  |           |  |
|                               |                   | Gutina Díaz         | …                        |  |  |       |  |  |                |  |  |           |  |
| Ferdinando Gonzales           |                   | Gutina Díaz         |                          |  |  |       |  |  |                |  |  |           |  |
|                               |                   | …                   | …                        |  |  |       |  |  |                |  |  |           |  |
|                               |                   | …                   | …                        |  |  |       |  |  |                |  |  |           |  |
|                               |                   | …                   | …                        |  |  |       |  |  |                |  |  |           |  |
| Muniadomna di Lara            |                   | …                   |                          |  |  |       |  |  |                |  |  |           |  |
|                               |                   | …                   | …                        |  |  |       |  |  |                |  |  |           |  |
|                               |                   | …                   | …                        |  |  |       |  |  |                |  |  |           |  |
|                               |                   | …                   | …                        |  |  |       |  |  |                |  |  |           |  |
| Urraca Fernández di Castiglia |                   | …                   |                          |  |  |       |  |  |                |  |  |           |  |
|                               | García II Jiménez | Jimeno I Garcés     |                          |  |  |       |  |  |                |  |  |           |  |
|                               | García II Jiménez | Jimeno I Garcés     |                          |  |  |       |  |  |                |  |  |           |  |
|                               | García II Jiménez | …                   |                          |  |  |       |  |  |                |  |  |           |  |
| Sancho I Garcés di Navarra    | García II Jiménez |                     |                          |  |  |       |  |  |                |  |  |           |  |
|                               |                   | Dadildis di Pallars | …                        |  |  |       |  |  |                |  |  |           |  |
|                               |                   | Dadildis di Pallars | …                        |  |  |       |  |  |                |  |  |           |  |
|                               |                   | Dadildis di Pallars | …                        |  |  |       |  |  |                |  |  |           |  |
| Sancha Sánchez di Navarra     |                   | Dadildis di Pallars |                          |  |  |       |  |  |                |  |  |           |  |
|                               |                   | Aznar Sánchez       | Sancho I di Guascogna    |  |  |       |  |  |                |  |  |           |  |
|                               |                   | Aznar Sánchez       | Sancho I di Guascogna    |  |  |       |  |  |                |  |  |           |  |
|                               |                   | Aznar Sánchez       | …                        |  |  |       |  |  |                |  |  |           |  |
| Toda di Navarra               |                   | Aznar Sánchez       |                          |  |  |       |  |  |                |  |  |           |  |
|                               |                   | Onneca Fortúnez     | …                        |  |  |       |  |  |                |  |  |           |  |
|                               |                   | Onneca Fortúnez     | …                        |  |  |       |  |  |                |  |  |           |  |
|                               |                   | Onneca Fortúnez     | …                        |  |  |       |  |  |                |  |  |           |  |
|                               |                   | Onneca Fortúnez     |                          |  |  |       |  |  |                |  |  |           |  |

### Fonti primarie
- (LA)  Textos navarros del Códice de Roda Archiviato il 31 gennaio 2021 in Internet Archive..
- (LA)  Cartulario de Albelda.
- (LA)  Sampiri Astoricensis Episcopi chronicon.
- (LA)  #ES Cartulario de Siresa.
- (LA)  Historia de España: parte XVI, Sampiri Astoricensis Episcopi chronicon.
- (LA)  Cartulario del infantado de Covarrubias.
- (LA)  cartulario de san pedro de arlanza.
- (LA)  #ES Cartulario de San Juan de la Peña I.

### Letteratura storiografica
- Rafael Altamira, Il califfato occidentale, "Storia del mondo medievale", vol. II, 1999, pp. 477–515
- (FR)  (LA)  La Vasconie.
- (ES)  #ES Historia del Reino de Navarra en la Edad Media.
- (ES)  #ES ¿Quién fue Sancho Abarca?.